# Don Cornelio y La Zona (álbum)
Don Cornelio y La Zona es el primer álbum del grupo de rock argentino del mismo nombre, editado por Berlín Records en 1987.

## Detalles
El LP fue producido por Andrés Calamaro, quien también participó en coros y teclados.
Este trabajo obtuvo una gran repercusión, lo que les valió el galardón de ser elegidos como Grupo Revelación por el suplemento "Sí" del Diario Clarín.
El álbum contó con tres temas que recibieron una difusión radial considerable hacia 1987: "Ella vendrá", "Tazas de té chino" y "El rosario en el muro".
Fue reeditado en CD en 1996 por MCA Records con 2 temas extra, junto al otro disco del grupo, Patria o muerte.

## Lista de canciones
Todas las canciones escritas y compuestas por Don Cornelio y La Zona. 
| Lado uno |                                                     |          |  |
| N.º      | Título                                              | Duración |  |
| 1.       | «Ella vendrá» (Palo Pandolfo/Claudio Fernández)     | 4:05     |  |
| 2.       | «Imagen proyectada» (Palo Pandolfo)                 | 3:40     |  |
| 3.       | «La primera línea» (Palo Pandolfo/Fernando Colombo) | 3:00     |  |
| 4.       | «Una señal en el agua» (Palo Pandolfo)              | 3:35     |  |
| 5.       | «Cenizas y diamantes» (Palo Pandolfo)               | 3:30     |  |

| Lado dos |                                                                                 |          |  |
| N.º      | Título                                                                          | Duración |  |
| 6.       | «El rosario en el muro» (Palo Pandolfo)                                         | 3:00     |  |
| 7.       | «La luz de la cara roja» (Palo Pandolfo/Alejandro Varela/Federico Ghazarossian) | 4:20     |  |
| 8.       | «Conversación triple» (Palo Pandolfo/Alejandro Varela)                          | 4:25     |  |
| 9.       | «Tazas de té chino» (Palo Pandolfo)                                             | 3:30     |  |
| 10.      | «Molestando a la oscuridad» (Palo Pandolfo, Sergio Iskowitz)                    | 2:00     |  |

## Personal
- Palo Pandolfo: Voz y Guitarra
- Alejandro Varela: Guitarra
- Claudio Fernández: Batería
- Federico Ghazarossian:  Bajo
- Fernando Colombo: Saxofón y flauta traversa
- Daniel Gorostegui Delhom: Teclados

Invitados:
- Sergio "Serguei" Iskowitz: Trompeta en 8 y 10
- Andrés Calamaro: Coros, teclados en 1, 6 y 8